# Jan Nepomucen Małachowski
Jan Nepomucen Małachowski herbu Nałęcz (ur. 1765 w Końskich, zm. 18 lutego 1822 we Lwowie) – hrabia, działacz polityczny, Marszałek Nadworny Dworu Króla Jegomości w Warszawie w 1811, starosta opoczyński w latach 1783–1822, wolnomularz.
Syn Mikołaja i Marianny Ewy Męcińskiej, starszy brat Stanisława Aleksandra.
Marszałek Trybunału Głównego Koronnego w Piotrkowie w latach 1786–87; następnie poseł na Sejm Czteroletni (1788–92).
W latach 1789–92 na misji dyplomatycznej w Dreźnie, gdzie pełnił funkcję posła pomocniczego. W latach 1792–1795 referendarz wielki koronny, uczestnik insurekcji kościuszkowskiej 1794. Mianowany przez Radę Zastępczą Tymczasową sędzią Sądu Kryminalnego Księstwa Mazowieckiego. W tym samym roku ożenił się z Rozalią Świdzińską.
W 1807 został dyrektorem skarbu w Komisji Rządzącej, później prezesem Trybunału Apelacyjnego. Od 1810 r. pełnił funkcję senatora-kasztelana w Księstwie Warszawskim, członek Komisji Dyrekcji Biletów Kasowych Księstwa Warszawskiego w latach 1810-1813. Zatwierdzony jako senator-kasztelan w 1815 od 1817 Senator-wojewoda w Królestwie Polskim.
Dziedzic dóbr Żarki. Do odziedziczonego po pradziadzie Stanisławie tytułu hrabiowskiego Rzeczypospolitej, dołączył otrzymany przez ojca w Wiedniu w 1780 tytuł hrabiego galicyjskiego, sam o niego prosił w Austrii w 1808, uznany hrabią w Królestwie Kongresowym w 1820.
W 1785 został kawalerem Orderu Świętego Stanisława. 16 lipca 1787 otrzymał Order Orła Białego, posiadacz pruskiego Orderu Orła Czerwonego.
Został pochowany na Cmentarzu Łyczakowskim we Lwowie.
Miał pięcioro dzieci:
- Władysław Ignacy Małachowski (ur. 1800, zm. 1870 r.), hrabia. Żonaty z Hortensją Małachowską herbu Nałęcz, córką Ludwika (ur. 1783, zm. 1856 r.) i Ludwiki Komar;
- Cecylia Małachowska;
- Helena Jozefa Małachowska;
- Paulina Małachowska;
- Stanisław Małachowski (1793–1883).